# Escama supralabial

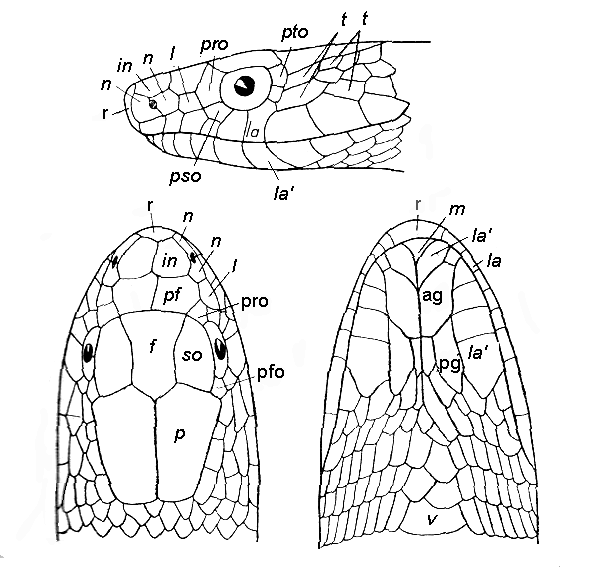
Escamas de la cabeza de una serpiente ventromaculatus.

En los reptiles, las escamas supralabiales, también llamadas labiales superiores, son aquellas escamas que limitan con la apertura de la boca a lo largo de la mandíbula superior. No incluyen las escamas medianas (escama rostral). La palabra labial se refiere a cualquier estructura semejante a un labio. El número de escamas labiales presente, y algunas veces, su forma y su tamaño, son algunos de los muchos caracteres que se usan para diferenciar las especies.

## Escamas relacionadas
- Escamas sublabiales.
- Escama rostral.
- Escama mental.